# Samuel Rogers (poète)
Pour les articles homonymes, voir Samuel Rogers et Rogers.
Samuel Rogers est un poète britannique né le 30 juillet 1763 à Newington Green, dans le Middlesex (aujourd'hui dans le borough londonien de Hackney) et mort le 18 décembre 1855 à Londres.

## Biographie
Samuel Rogers est un fils d'un riche banquier de la City, et exerçait lui-même cette profession. Il profita des loisirs que lui assurait une grande fortune pour cultiver les Lettres.
Aussi libéral que riche, il était le mécène des gens de lettres : son salon fut pendant cinquante ans le rendez-vous de la société la plus brillante.

## Œuvres
On a de lui :
- Les Plaisirs de la mémoire, 1792,
- Columbus, 1818,
- La Vie humaine, 1820,
- L'Italie, 1822, qui est considéré comme son chef-d'œuvre,

Cet ouvrage a été illustré par le peintre Turner qui en a fait une série d'aquarelles L'Italie de Samuel Rogers. La fin de la deuxième section du livre se termine par une longue réflexion sur la vie de Guillaume Tell, le héros national suisse, dans laquelle Rogers y célèbre la défense de la liberté de Tell en faisant plusieurs références à la chapelle sur le lac de Lucerne. Turner la représente dans l'œuvre La Chapelle de Guillaume Tell en 1826-1827 conservée à la Tate Britain à Londres.
- des odes, des épîtres, et des poèmes divers.